# Абагурт
Абагу́рт (рос. Абагурт) — присілок в Глазовському районі Удмуртії, Росія.

## Населення
Населення — 20 осіб (2010; 50 в 2002).
Національний склад станом на 2002 рік:
- удмурти — 100 %

## Урбаноніми[3]
- вулиці — Зарічна, Лісова